# ŠK Slovan Bratislava
Pour les articles homonymes, voir Slovan Bratislava.
Maillots
Actualités
Le Športový Klub Slovan Bratislava, généralement abrégé en Slovan Bratislava est un club de football slovaque basé dans la ville de Bratislava, où il a été fondé le 3 mai 1919 sous le nom de 1. ČsŠK Bratislava. Après avoir connu plusieurs noms au cours de son histoire, l'appellation actuelle Slovan est adoptée en 1953.
Club important du football slovaque, son influence se fait déjà remarquer durant l'ère tchécoslovaque, qui voit notamment l'équipe remporter le championnat national à huit reprises, faisant de lui la quatrième équipe la plus titrée de la compétition derrière les équipes tchèques de Prague. À l'échelle européenne, le Slovan se démarque à cette époque comme étant la seule équipe du pays à décrocher un trophée européen en remportant la Coupe des coupes en 1969 face au FC Barcelone. De plus, la sélection tchécoslovaque qui remporte l'Euro 1976 compte dans ses rangs pas moins de sept joueurs du Slovan, dont le capitaine Anton Ondruš ou encore l'attaquant Ján Švehlík, buteur lors de la finale victorieuse face à l'Allemagne de l'Ouest.
L'indépendance de la Slovaquie et l'établissement du championnat slovaque en 1993 voient le Slovan s'imposer comme l'équipe dominante du football national, remportant pas moins de quatre titres de champion ainsi que trois coupes nationales dans les années 1990 malgré une certaine concurrence par le biais du FC Košice notamment. Après un début de décennie 2000 marqué par des problèmes financiers et une brève descente en deuxième division, le club finit par revenir au premier plan et remporte un nouveau titre lors de la saison 2008-2009. Par la suite, le Slovan redevient l'équipe dominante du football slovaque, atteignant notamment la barre des dix titres de champion en 2020 auquel s'ajoute huit nouvelles victoires en Coupe depuis 2009.

## Histoire

### Historique des noms du club
- 1919 : fondation du club sous le nom de 1. ČsŠK Bratislava
- 1939 : le club est renommé ŠK Bratislava
- 1948 : le club est renommé ZSJ Sokol NV Bratislava
- 1952 : le club est renommé ZJ Slovan NV Bratislava
- 1954 : le club est renommé Slovan UNV Bratislava
- 1956 : 1re participation à une Coupe d'Europe (C1) (saison 1956/57)
- 1961 : fusion avec le TJ Dimitrov Bratislava en TJ Slovan ChZJD Bratislava
- 1990 : le club est renommé ŠK Slovan Bratislava

### Histoire du club

#### Les premières années
Le club est officiellement fondé le 1er avril 1919 au Panonia Café de Bratislava sous le nom de I.ČsŠK Bratislava. Le premier Président est un capitaine de police et se nomme Richard Brunner. Après quelques rencontres au Štadión Pasienky de Bratislava, le club déménage dans le quartier de Petržalka où il s'installe durablement.

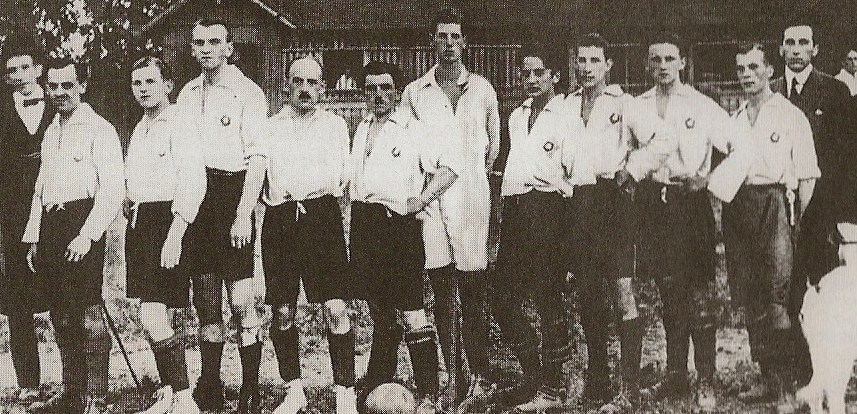
L'équipe première du 1. ČSŠK Bratislava en 1919.

En 1922, le I.ČsŠK décroche son premier titre de Champion de Slovaquie (non reconnu officiellement). Pavol Šoral, Štefan Čambal et Štefan Priboj sont les stars de cette génération. Quelques années plus tard, en 1938, le club est pénétré par l'antisémitisme et l'entraineur de l'équipe première, József Braun, est contraint de quitter ses fonctions et la ville. À la suite des accords de Munich et de la disparition de la Première République tchécoslovaque en 1939, Bratislava évolue dans le championnat slovaque, premier du nom (de 1939 à 1944). Il remporte quatre titres sur les cinq mis en jeu durant ces années-là et évolue depuis 1940 au Tehelné Pole, stade de 25 000 places. À noter qu'en 1939, le club est renommé ŠK Bratislava (cela jusqu'en 1948).

#### L'après-guerre
Rebaptisé ZSJ Sokol NV Bratislava en 1948 puis ZJ Slovan NV Bratislava en 1952, cette équipe est la première en Tchécoslovaquie à adopter la technique révolutionnaire dite du WM conçue et pensée par le Hongrois Márton Bukovi au début des années 1950. En 1949, il devient le premier champion de Tchécoslovaquie issu de l'ex-Slovaquie après le retour de cette compétition dès 1945. Emil Pažický, Gejza Šimanský, Bozhin Laskov, Viktor Tegelhoff, ou Teodor Reimann font les beaux jours de cette équipe qui remporte trois titres de 1949 à 1951.

#### Les années 1960 et la victoire en Coupe des Coupes

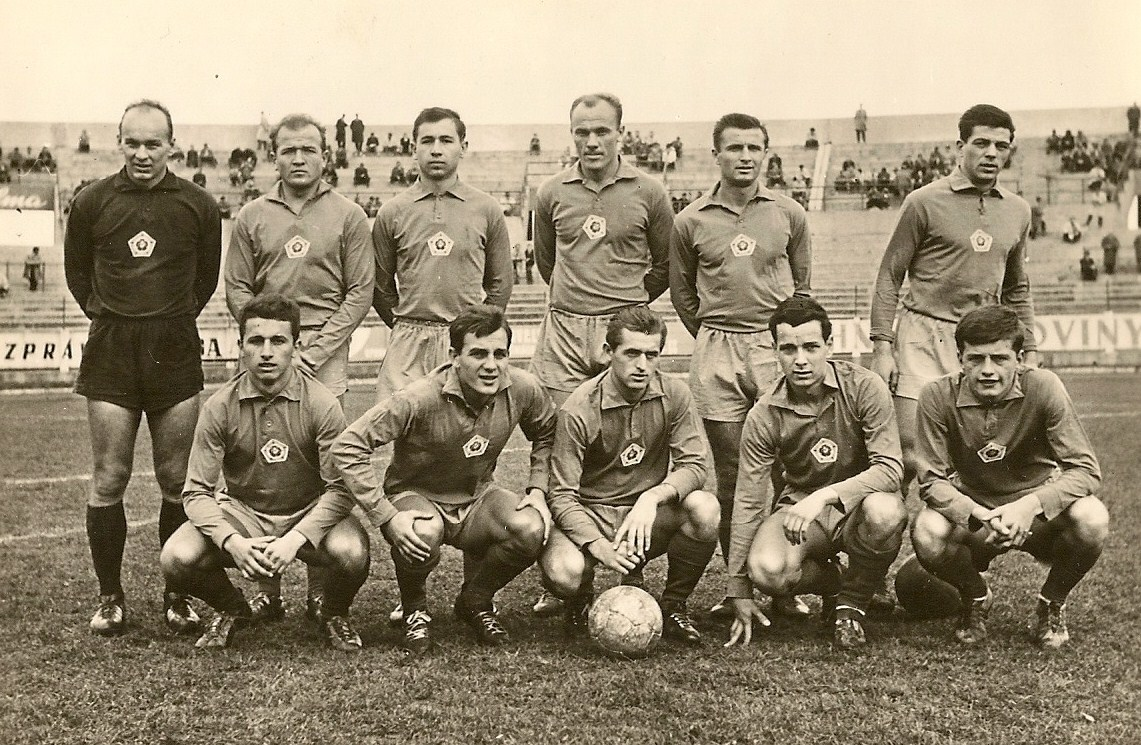
Photo d'équipe de la saison 1963-1964.

Pour des raisons politiques et économiques, le TJ ÚNV Slovan est renommé CHZJD Slovan Bratislava le 5 août 1961. À cette époque, le football tchécoslovaque brille en atteignant notamment la finale de la Coupe du monde 1962 au Chili (défaite face au Brésil 3-1) avec dans ses rangs, deux joueurs majeurs du Slovan, le gardien Viliam Schrojf et le défenseur Ján Popluhár.
Après avoir fini à la seconde place du championnat et remporté sa troisième Coupe de Tchécoslovaquie en 1968, le Slovan remporte le droit de disputer la Coupe des Coupes 1968-1969. Après avoir réussi un parcours sans faute en éliminant successivement les Yougoslaves du FK Bor, le FC Porto, le Torino et les Écossais de Dunfermline, il a rendez-vous en finale avec le FC Barcelone. Le 21 mai 1969, à Bâle au Stade Saint-Jacques, il l'emporte 3 buts à 2 grâce à trois réalisations de Ľudovít Cvetler, Vladimír Hrivnák et Ján Čapkovič. Karol Jokl, Alexander Horváth, Jozef Čapkovič et Alexander Vencel sont les autres stars de cette équipe. Une partie de cette équipe victorieuse (Alexander Vencel, Ján Zlocha, Ivan Hrdlička, Karol Jokl, Ján Čapkovič, Vladimír Hrivnák, et Alexander Horváth) fait justement partie de la sélection tchécoslovaque qui dispute la Coupe du monde de 1970 au Mexique.
De la même manière, le Slovan Bratislava est étroitement associé au succès de l'équipe nationale à l'Euro 1976 en Yougoslavie puisque sept joueurs du club, Alexander Vencel, Jozef Čapkovič, Koloman Gogh, Marián Masný, Anton Ondruš, Ján Pivarník et Ján Švehlík font partie du groupe ainsi que l'entraineur des Belasí, Jozef Vengloš, qui gère les deux équipes en parallèle.

#### Fin des années 1970 - années 1980, période morne

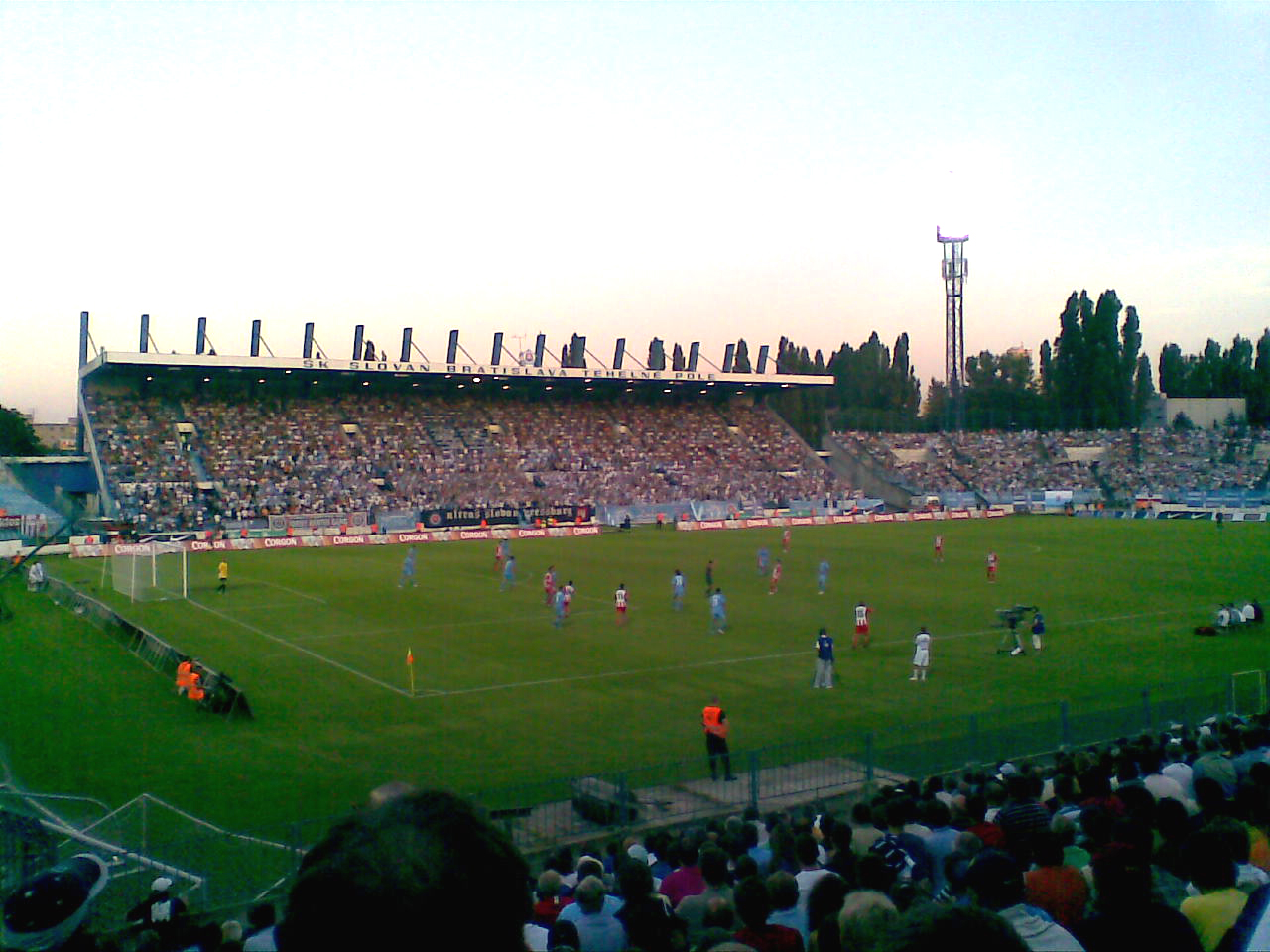
L'ancien Tehelné Pole, stade du ŠK Slovan Bratislava entre 1940 et 2019 (ici en 2009).

À partir de la saison 1977-1978, les résultats de l'équipe commencent à décliner, le Slovan ne jouant plus le haut de tableau. Finalement, à la fin de la saison 1985-1986, Bratislava termine à la seizième place et est relégué en deuxième division. Après trois saisons au purgatoire, le Slovan remonte en première division et attend quelques saisons avant de jouer les premières places. Il devient finalement champion de Tchécoslovaquie en 1992, emmené par les stars de l'équipe, Peter Dubovský, Dušan Tittel, Ladislav Pecko, Vladimír Kinder, Miloš Glonek, Tomáš Stúpala, et Alexander Vencel.

#### Les années 1990 et la période actuelle

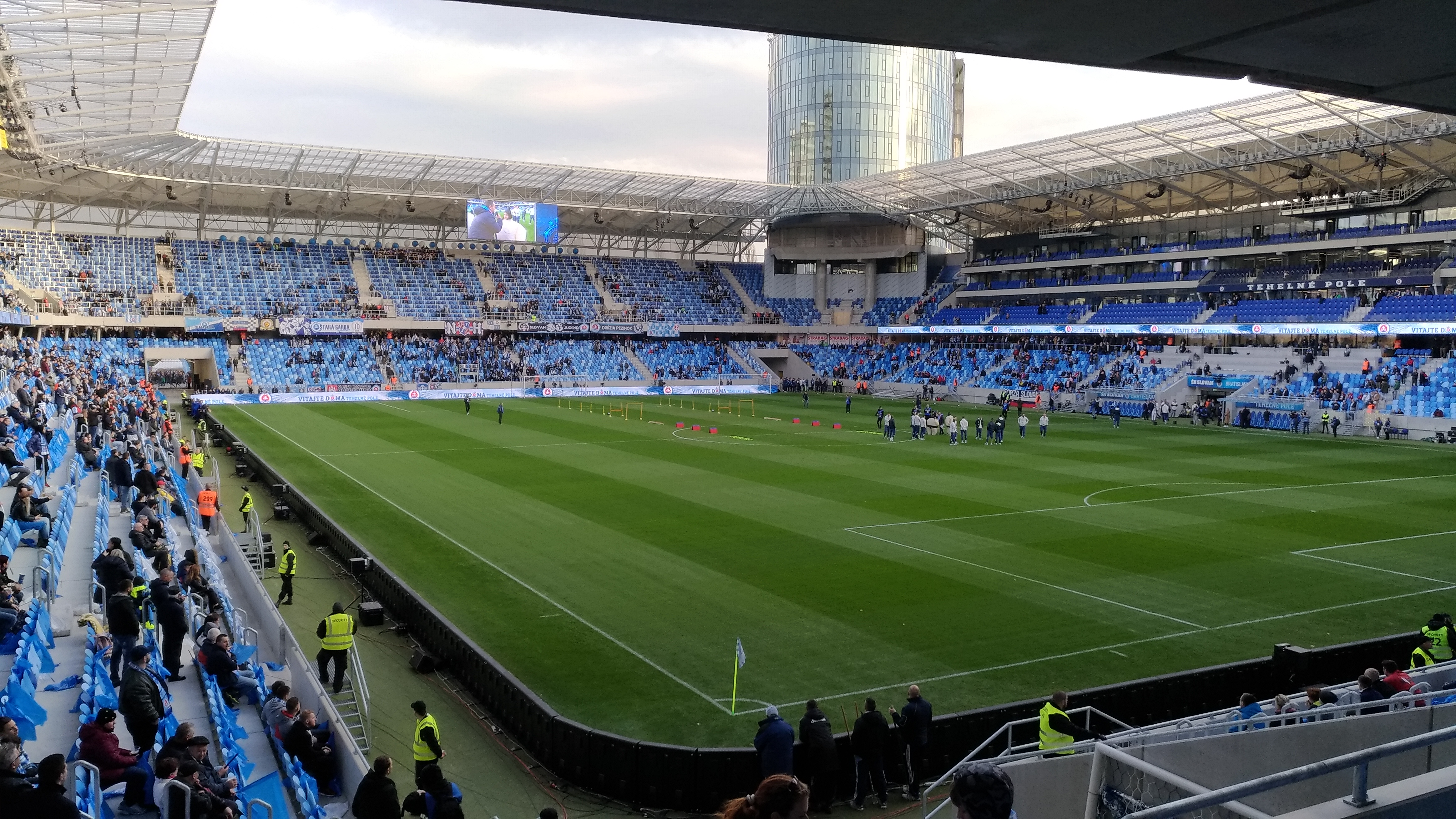
Le nouveau Tehelné pole, enceinte moderne du ŠK Slovan Bratislava depuis 2019.

À la suite de l'éclatement de la Tchécoslovaquie en décembre 1992, le ŠK Slovan Bratislava (nom adopté en 1990), dispute le championnat slovaque. Il remporte les trois premières éditions mais voit le 1. FC Košice remporter les deux saisons suivantes. Il doit attendre la saison 1999-2000 pour de nouveau décrocher la couronne nationale. Róbert Tomaschek, Miroslav König, Stanislav Varga, Tibor Jančula, ou Ladislav Pecko brillent alors sous le maillot blanc et bleu. À la suite de cette ère victorieuse, le club est victime de gros problèmes financiers et rentre dans le rang. Forcé de vendre ses meilleurs joueurs, le Slovan est de nouveau relégué en deuxième division à l'issue de la saison 2003-2004. Deux ans plus tard, le club est de retour dans l'élite ou il réalise deux saisons moyennes (8e et 5e) avant de décrocher de nouveau le titre de champion de Slovaquie, son cinquième à l'issue de la saison 2008-2009. Deuxième en 2010, derrière le MŠK Žilina, les hommes de Karel Jarolím réalisent le doublé Coupe-Championnat la saison suivante. En 2013, c'est avec l'entraîneur Samuel Slovák qu'ils réussissent un nouveau doublé Coupe-Championnat.

## Supporters et rivalités
Les principaux groupes de supporters du club sont les Belasá šlachta et les Ultras Slovan. Ils suivent leur club à travers tout le pays et sont présents en grand nombre lors des rencontres face au grand rival au niveau national, le FC Spartak Trnava. Les matches entre les deux équipes sont souvent de grands évènements dans la saison en Slovaquie.
À Bratislava, le Slovan est également en concurrence avec les deux clubs de la ville, l'Inter Bratislava et le FC Petržalka 1898. Si la rivalité face à l'Inter Bratislava est historique, les deux clubs ayant évolué dans le championnat tchécoslovaque, celle face à Petržalka date des années 2000.

## Bilan sportif

### Palmarès
| Compétitions nationales | Compétitions internationales                                        |
| - Championnat de Slovaquie (15) : - Champion : 1994, 1995, 1996, 1999, 2009, 2011, 2013, 2014, 2019, 2020, 2021, 2022, 2023, 2024 et 2025. - Vice-champion : 2001, 2010, 2016, 2017 et 2018. - Coupe de Slovaquie (10) : - Vainqueur : 1994, 1997, 1999, 2010, 2011, 2013, 2017, 2018, 2020 et 2021. - Finaliste : 2003, 2016, 2022 et 2023. - Supercoupe de Slovaquie (4) : - Vainqueur : 1993–94, 1995–96, 2008–09, 2013–14. - Finaliste : 1995, 1997 et 2010. - Supercoupe tchéco-slovaque - Finaliste : 2017. - Championnat de Tchécoslovaquie (8) : - Champion : 1949, 1950, 1951, 1955, 1970, 1974, 1975 et 1992. - Vice-champion : 1956, 1960, 1964, 1967, 1968, 1969, 1972, 1976 et 1991. - Coupe de Tchécoslovaquie (5) : - Vainqueur : 1962, 1963, 1968, 1974 et 1982. - Finaliste : 1965, 1970, 1972, 1976, 1983 et 1989. | - Coupe d'Europe des vainqueurs de coupes (1) : - Vainqueur : 1969. |

### Bilan par saison
Légende
- Champion ou vainqueur de la compétition
- Deuxième ou finaliste de la compétition
- Troisième de la compétition
- Promotion en division supérieure
- Relégation en division inférieure

| Saison    | Championnat | Championnat | Championnat | Championnat | Championnat | Championnat | Championnat | Championnat | Championnat | Championnat | Coupe de Slovaquie | Coupes d'Europe | Coupes d'Europe   |
| Saison    | Division    | Pos         | Pts         | J           | V           | N           | D           | BP          | BC          | Diff        | Coupe de Slovaquie | C               | Résultat          |
| --------- | ----------- | ----------- | ----------- | ----------- | ----------- | ----------- | ----------- | ----------- | ----------- | ----------- | ------------------ | --------------- | ----------------- |
| 1993-1994 | 1re         | 1er         | 50          | 32          | 20          | 10          | 2           | 63          | 28          | +35         | Vainqueur          | C3              | Premier tour      |
| 1994-1995 | 1re         | 1er         | 72          | 32          | 21          | 9           | 2           | 63          | 25          | +38         | Quarts de finale   | C3              | Deuxième tour     |
| 1995-1996 | 1re         | 1er         | 75          | 32          | 22          | 9           | 1           | 79          | 20          | +59         | Deuxième tour      | C3              | Premier tour      |
| 1996-1997 | 1re         | 3e          | 50          | 30          | 15          | 5           | 10          | 49          | 33          | +16         | Vainqueur          | C3              | Tour préliminaire |
| 1997-1998 | 1re         | 5e          | 45          | 30          | 12          | 9           | 9           | 41          | 36          | +5          | Premier tour       | C2              | Premier tour      |
| 1998-1999 | 1re         | 1er         | 70          | 30          | 21          | 7           | 2           | 56          | 11          | +45         | Vainqueur          | —               | —                 |
| 1999-2000 | 1re         | 3e          | 57          | 30          | 16          | 9           | 5           | 52          | 18          | +34         | Premier tour       | C1              | Deuxième tour Q   |
| 2000-2001 | 1re         | 2e          | 71          | 36          | 21          | 8           | 7           | 84          | 49          | +35         | Deuxième tour      | C3              | Premier tour      |
| 2001-2002 | 1re         | 6e          | 51          | 36          | 14          | 9           | 13          | 42          | 39          | +3          | Deuxième tour      | C3              | Premier tour      |
| 2002-2003 | 1re         | 3e          | 63          | 36          | 19          | 6           | 11          | 60          | 42          | +18         | Finale             | —               | —                 |
| 2003-2004 | 1re         | 10e         | 29          | 36          | 6           | 11          | 19          | 37          | 58          | -21         | Premier tour       | —               | —                 |
| 2004-2005 | 2e          | 3e          | 50          | 30          | 14          | 8           | 8           | 37          | 24          | +13         | Quarts de finale   | —               | —                 |
| 2005-2006 | 2e          | 2e          | 63          | 30          | 19          | 6           | 5           | 47          | 25          | +22         | Premier tour       | —               | —                 |
| 2006-2007 | 1re         | 3e          | 41          | 28          | 11          | 8           | 9           | 35          | 33          | +2          | Deuxième tour      | —               | —                 |
| 2007-2008 | 1re         | 5e          | 51          | 33          | 15          | 6           | 12          | 46          | 37          | +9          | Quarts de finale   | CI              | Deuxième tour     |
| 2008-2009 | 1re         | 1er         | 70          | 33          | 21          | 7           | 5           | 69          | 25          | +44         | Demi-finales       | —               | —                 |
| 2009-2010 | 1re         | 2e          | 70          | 33          | 21          | 7           | 5           | 54          | 24          | +30         | Vainqueur          | C1              | Troisième tour Q  |
| 2009-2010 | 1re         | 2e          | 70          | 33          | 21          | 7           | 5           | 54          | 24          | +30         | Vainqueur          | C3              | Barrages Q        |
| 2010-2011 | 1re         | 1er         | 68          | 33          | 20          | 8           | 5           | 63          | 22          | +41         | Vainqueur          | C3              | Barrages Q        |
| 2011-2012 | 1re         | 3e          | 59          | 33          | 16          | 11          | 6           | 48          | 35          | +13         | Quarts de finale   | C1              | Troisième tour Q  |
| 2011-2012 | 1re         | 3e          | 59          | 33          | 16          | 11          | 6           | 48          | 35          | +13         | Quarts de finale   | C3              | Phase de groupes  |
| 2012-2013 | 1re         | 1er         | 59          | 33          | 16          | 11          | 6           | 56          | 33          | +23         | Vainqueur          | C3              | Deuxième tour Q   |
| 2013-2014 | 1re         | 1er         | 75          | 33          | 24          | 3           | 6           | 63          | 32          | +31         | Finale             | C1              | Deuxième tour Q   |
| 2014-2015 | 1re         | 3e          | 57          | 33          | 18          | 3           | 12          | 49          | 42          | +7          | Quarts de finale   | C1              | Barrages Q        |
| 2014-2015 | 1re         | 3e          | 57          | 33          | 18          | 3           | 12          | 49          | 42          | +7          | Quarts de finale   | C3              | Phase de groupes  |
| 2015-2016 | 1re         | 2e          | 69          | 33          | 20          | 9           | 4           | 50          | 25          | +25         | Finale             | C3              | Troisième tour Q  |
| 2016-2017 | 1re         | 2e          | 57          | 30          | 18          | 3           | 9           | 54          | 34          | +20         | Vainqueur          | C3              | Deuxième tour Q   |
| 2017-2018 | 1re         | 2e          | 59          | 32          | 17          | 8           | 7           | 58          | 37          | +21         | Vainqueur          | C3              | Deuxième tour Q   |
| 2018-2019 | 1re         | 1er         | 80          | 32          | 25          | 5           | 2           | 84          | 33          | +51         | Deuxième tour      | C3              | Troisième tour Q  |
| 2019-2020 | 1re         | 1er         | 76          | 35          | 23          | 7           | 5           | 57          | 14          | +43         | Vainqueur          | C1              | Premier tour Q    |
| 2019-2020 | 1re         | 1er         | 76          | 35          | 23          | 7           | 5           | 57          | 14          | +43         | Vainqueur          | C3              | Phase de groupes  |
| 2020-2021 | 1re         | 1er         | 71          | 32          | 22          | 5           | 5           | 78          | 28          | +50         | Vainqueur          | C1              | Premier tour Q    |
| 2020-2021 | 1re         | 1er         | 71          | 32          | 22          | 5           | 5           | 78          | 28          | +50         | Vainqueur          | C3              | Deuxième tour Q   |
| 2021-2022 | 1re         | 1er         | 74          | 32          | 22          | 8           | 2           | 71          | 25          | +46         | Finale             | C1              | Deuxième tour Q   |
| 2021-2022 | 1re         | 1er         | 74          | 32          | 22          | 8           | 2           | 71          | 25          | +46         | Finale             | C3              | Barrages Q        |
| 2021-2022 | 1re         | 1er         | 74          | 32          | 22          | 8           | 2           | 71          | 25          | +46         | Finale             | C4              | Phase de groupes  |

### Bilan européen

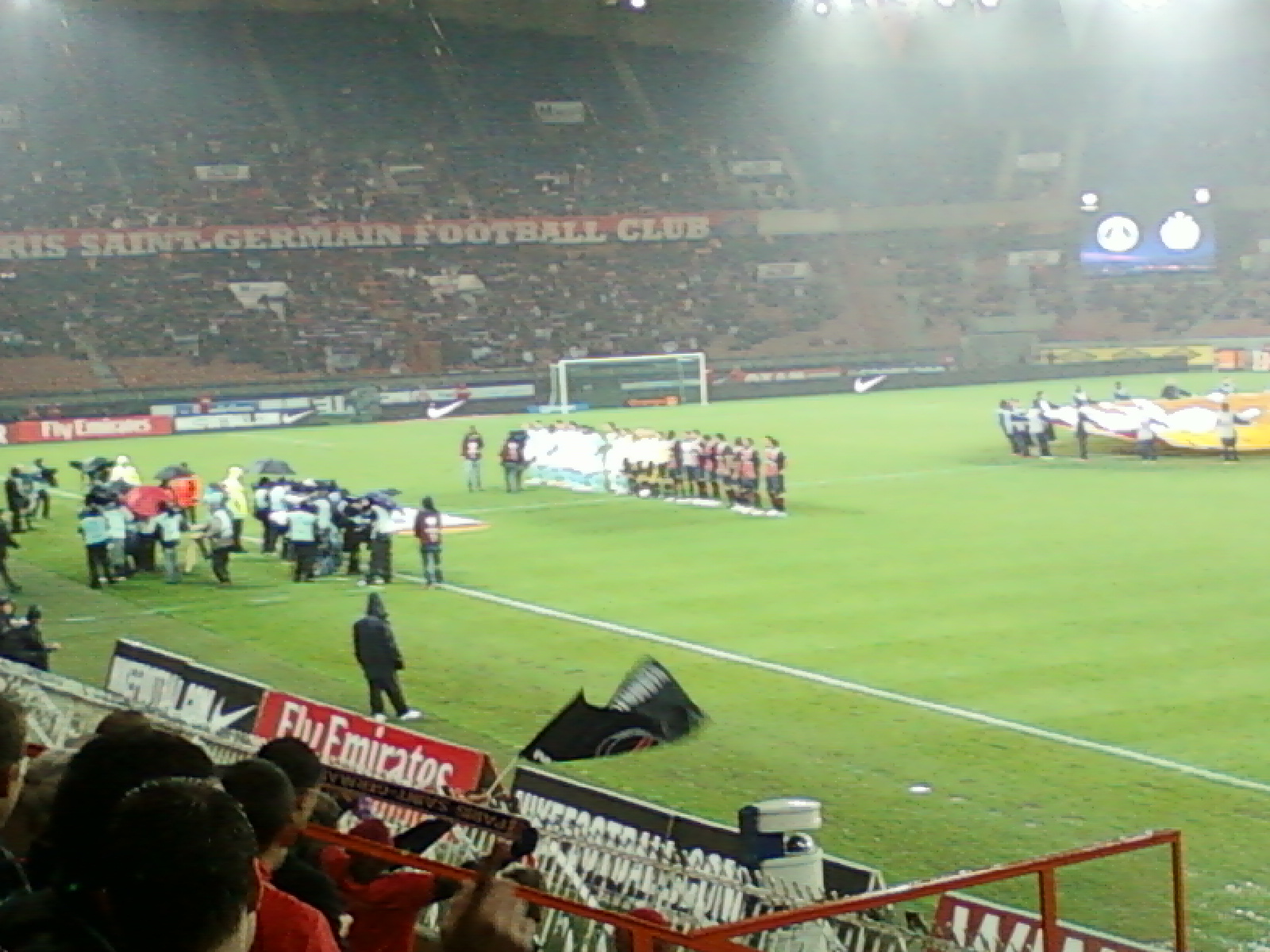
Paris SG - Slovan Bratislava le 3 novembre 2011 (Ligue Europa)

| Compétition              | P  | M   | V  | N  | D  | BP  | BC  | Diff. |
| ------------------------ | -- | --- | -- | -- | -- | --- | --- | ----- |
| Ligue des champions (C1) | 16 | 65  | 22 | 28 | 83 | 103 | -20 |       |
| Coupe des coupes (C2)    | 7  | 29  | 15 | 4  | 10 | 43  | 34  | +9    |
| Ligue Europa (C3)        | 23 | 96  | 39 | 20 | 37 | 154 | 143 | +11   |
| Ligue Conférence (C4)    | 3  | 24  | 9  | 7  | 8  | 32  | 32  | 0     |
| Coupe Intertoto          | 1  | 4   | 3  | 0  | 1  | 7   | 3   | +4    |
| Total                    | 50 | 220 | 89 | 47 | 84 | 319 | 315 | +4    |

## Personnalités du club

### Entraîneurs
La liste suivante présente les différents entraîneurs connus du club,.
- József Braun (1934-1937)
- Pál Jávor (1938)
- József Braun (1938)
- Vinzenz Dittrich (1941)
- Ferdinand Daučík (1942-1946)
- Tom Sneddon (en) (1947-1948)
- Ferdinand Daučík (1948)
- Leopold Šťastný (en) (1949-1951)
- Anton Bulla (en) (1953)
- Leopold Šťastný (en) (1954-1957)
- Jozef Baláži (en) (1958)
- Štefan Jačiansky (en) (1958)
- József Ember (1959)
- Štefan Jačiansky (en) (1960)
- Ivan Chodák (en) (1960)
- Anton Bulla (en) (1961)
- Karol Borhý (1961-1962)
- Anton Bulla (en) (1962-1963)
- Leopold Šťastný (en) (1963-1965)
- Vojtech Skyva (cs) (1965)
- Jozef Čurgaly (en) (1966)
- Ján Hucko (en) (1966-1968)
- Michal Vičan (1968-1971)
- Ján Hucko (en) (1971-1973)
- Jozef Vengloš (1973-1976)
- Michal Vičan (1976-1977)
- Ivan Hrdlička (1978)
- Anton Malatinský (1978-1981)
- Anton Urban (1981)
- Michal Vičan (1982-1983)
- Karol Pecze (en) (1983-1984)
- Ján Hucko (en) (1984)
- Valér Švec (en) (1985-1986)
- Ján Zachar (en) (1986-1988)
- Jozef Jankech (en) (1988-1990)
- Dušan Galis (1990-1995)
- Anton Dragúň (en) (1995)
- Dušan Galis (1996-1997)
- Jozef Prochotský (en) (1997-1998)
- Stanislav Griga (1998-1999)
- Stanislav Jarábek (en) (1999-2001)
- Anton Dragúň (en) (2001)
- Jozef Prochotský (en) (2002)
- Ján Švehlík (2002)
- Dušan Radolský (en) (2002-2003)
- Jozef Adamec (octobre 2003-juin 2004)
- Vladimír Goffa (en) (2004)
- Štefan Zaťko (en) (2004-2005)
- Jozef Jankech (en) (2005-2007)
- Boris Kitka (en) (2007-2008)
- Ladislav Pecko (en) (2008-2009)
- Dušan Uhrin (juillet 2009-août 2009)
- Michal Hipp (août 2009-juillet 2010)
- Jozef Jankech (en) (juillet 2010-novembre 2010)
- Karel Jarolím (novembre 2010-août 2011)
- Vladimír Weiss (août 2011-août 2012)
- Samuel Slovák (août 2012-juillet 2013)
- Jozef Valovič (en) (juillet 2013-juin 2014)
- František Straka (juillet 2014-octobre 2014)
- Jozef Chovanec (octobre 2014-avril 2015)
- Ján Švehlík (avril 2015-juin 2015)
- Dušan Tittel (juillet 2015-août 2015)
- Nikodimos Papavasiliou (en) (août 2015-août 2016)
- Ivan Vukomanović (août 2016-octobre 2017)
- Martin Ševela (octobre 2017-août 2019)
- Ján Kozák (juillet 2019-septembbre 2020)
- Darko Milanič (septembre 2020-mai 2021)
- Vladimír Weiss (depuis mai 2021)

### Grands joueurs du passé
| - Ján Arpáš - Miloš Glonek - Koloman Gögh - Alexander Horvath - Karol Jokl - László Kubala | - Marián Masný - Anton Ondrus - Ján Popluhár - Viliam Schrojf - Dušan Tittel - Moha Rharsalla | - Alexander Vencel - Ján Čapkovič - Peter Dubovský - Róbert Vittek - Marek Hamšík - Andraž Šporar |

### Effectif actuel
(au 8 février 2023)
| N° | Nat.                    | Poste | Nom du joueur                               |
| -- | ----------------------- | ----- | ------------------------------------------- |
| 1  | Drapeau de la Slovaquie | G     | Adrián Chovan                               |
| 2  | Drapeau de la Belgique  | D     | Siemen Voet                                 |
| 3  | Drapeau du Nigeria      | M     | Uche Agbo                                   |
| 4  | Drapeau de la Géorgie   | D     | Guram Kashia                                |
| 5  | Drapeau de la Slovaquie | D     | Richard Križan                              |
| 6  | Drapeau de la Gambie    | D     | Maudo Jarjué (en prêt du IF Elfsborg)       |
| 7  | Drapeau de la Slovaquie | M     | Vladimír Weiss Jr.                          |
| 8  | Drapeau de la Hongrie   | M     | Dávid Holman                                |
| 10 | Drapeau de la Géorgie   | M     | Giorgi Chakvetadze (en prêt du La Gantoise) |
| 11 | Drapeau de l'Arménie    | M     | Tigran Barseghyan                           |
| 15 | Drapeau du Ghana        | A     | Malik Abubakari (en prêt du Malmö FF)       |
| 17 | Drapeau de la Tchéquie  | D     | Jurij Medveděv                              |
| 20 | Drapeau de la Géorgie   | M     | Jaba Kankava                                |

| No. | Nat.                    | Position | Nom du joueur                            |
| --- | ----------------------- | -------- | ---------------------------------------- |
| 21  | Drapeau de la Tchéquie  | M        | Jaromír Zmrhal                           |
| 23  | Drapeau du Ghana        | A        | Sharani Zuberu (en prêt du Dreams)       |
| 25  | Drapeau de la Slovaquie | D        | Lukáš Pauschek                           |
| 26  | Drapeau de la Slovaquie | M        | Filip Lichý                              |
| 28  | Drapeau de la Suisse    | A        | Adler Da Silva                           |
| 30  | Drapeau de la Slovaquie | G        | Michal Šulla                             |
| 31  | Drapeau de la Slovaquie | G        | Martin Trnovský                          |
| 33  | Drapeau de la Slovaquie | M        | Juraj Kucka                              |
| 35  | Drapeau de la Slovaquie | G        | Adam Hrdina                              |
| 36  | Drapeau du Brésil       | D        | Lucas Lovat                              |
| 77  | Drapeau de la Serbie    | A        | Aleksandar Čavrić                        |
| 81  | Drapeau de la Slovaquie | D        | Vernon De Marco                          |
|     | Drapeau de la Slovaquie | A        | David Strelec (en prêt du Spezia Calcio) |

### Joueurs prêtés
| N° | Nat.                    | Poste | Nom du joueur                                           |
| -- | ----------------------- | ----- | ------------------------------------------------------- |
|    | Drapeau de la Slovénie  | D     | Kenan Bajrić ( Pafos jusqu'au 30 juin 2023)             |
|    | Drapeau du Nigeria      | A     | Ezekiel Henty ( Apollon Limassol jusqu'au 30 juin 2023) |
|    | Drapeau de la Slovaquie | M     | David Hrnčár ( Beveren jusqu'au 30 juin 2023)           |

| No. | Nat.                    | Position | Nom du joueur                                       |
| --- | ----------------------- | -------- | --------------------------------------------------- |
|     | Drapeau de la Slovénie  | A        | Žan Medved ( Skalica jusqu'au 30 juin 2023)         |
|     | Drapeau de la Slovaquie | D        | Matúš Vojtko ( Gorica jusqu'au 30 juin 2023)        |
|     | Drapeau de la Serbie    | A        | Ivan Šaponjić ( Bandırmaspor jusqu'au 30 juin 2023) |